# Gambiansk jättepåsråtta
Gambiansk jättepåsråtta (Cricetomys gambianus) är en däggdjursart som beskrevs av Waterhouse 1840. Cricetomys gambianus ingår i släktet jättepåsråttor (Cricetomys) och familjen Nesomyidae. Inga underarter finns listade.

## Utseende
Individerna blir inklusive svans 65 till 91 cm långa och de väger 1,0 till 1,5 kg. Arten har en grövre päls än afrikansk jättepåsråtta och kring ögonen finns ofta mörka ringar. Pälsfärgen är på ovansidan brun och på undersidan ljusare. Huvudet har en smal form med små ögon och dessutom förekommer stora kindpåsar. I kindpåsarna transporterar gnagaren föda.
Individer i södra delen av utbredningsområdet är mindre med en absolut längd av 67 till 84 cm och en svanslängd av 36,5 till 46 cm. De har 6,7 till 7,8 cm långa bakfötter och 3,8 till 4,9 cm stora öron. Nästan hela bakre halva av svansen är täckt med vita hår medan den främre delen är mörk. Under svansens hår finns inga fjäll. De avrundade öronen saknar hår. På grund av de små ögonen antas att lukten, hörseln och känselsinnet är viktigare för denna gnagare. Händer och fötter är nästan nakna med några vita hår på ovansidan. Gambiansk jättepåsråtta har en rudimentär tumme som är utrustad med en nagel. Alla andra fingrar och de fem tårna bär klor.

## Utbredning och habitat
Denna gnagare förekommer i Afrika söder om Sahara. En stor population finns i sahelzonen från Senegal i väst till Sydsudan och Kenya i öst. Den andra stora populationen hittas mellan centrala Angola södra Tanzania och nordöstra Sydafrika. I bergstrakter når arten 2000 meter över havet. Det ursprungliga habitatet är skogar och mindre trädansamlingar i öppna landskap men arten har bra förmåga att anpassa sig till urbaniserade regioner.

## Ekologi

### Socialt beteende och boet
Gambiansk jättepåsråtta är aktiv på natten och vilar på dagen i underjordiska bon som skapades av andra djur, i trädens håligheter eller i andra gömställen. Arten har mindre förmåga att lagra fett i kroppen och därför är den sällan ute under kalla nätter. Den har bra förmåga att klättra i växtligheten och bra simförmåga. Utanför parningstiden lever individerna främst ensam men honor och deras ungar kan bilda flockar. Reviret består av boet och det närmaste området och det försvaras intensivt mot artfränder. Längre bort från boet är individerna tolerant mot varandra. Revirets storlek varierar mellan 2,2 och 11 hektar.
Enligt en annan källa gräver arten det underjordiska tunnelsystemet själv med hjälp av framtänderna. Boet består av flera tunnlar med en genomsnittlig diameter av 13,7 cm samt av upp till fem kamrar. Rummet där gnagaren vistas fodras med kvistar och blad. Det har en diameter av cirka 45,5 cm och en höjd av ungefär 25,5 cm. De andra rummen används som förrådsrum eller som latrin. I Zimbabwe dokumenterades inte lika komplexa gångsystem. Förutom föda och torra växtdelar hittades en mängd bråte i gnagarens bon. Därför antas att den attraheras av alla mindre föremål med påfallande färgsättning.

### Föda
Arten äter olika växtdelar som frukter, grönsaker och frön samt ryggradslösa djur som insekter och sniglar. Varje kindpåse kan fyllas med något mer än 100 ml föda per tillfälle. Gambiansk jättepåsråtta kan så transportera 3 kg föda i loppet av 2,5 timmar. Året 1967 dokumenterades ungar som åts honans avföring. Troligen får de så mikroorganismer som sedan hjälper vid ämnesomsättningen.

### Fortplantning
Fortplantningen sker under sommaren och honor kan ha upp till 9 kullar under tiden. Före varje parning bildar en hane och en hona ett fast par. Dräktigheten varar 30 till 32 dagar och sedan föds en till fem nakna, blinda och döva ungar. Ungarna utvecklar päls och öppna hörselgångar under de första två veckorna och fram till slutet av den tredje veckan har de även öppna ögon. Ungarna diar sin mor cirka 28 dagar. Cirka 11 dagar efter födelsen blir ungarna aggressiva mot varandra och striden upphör endast när de får di. Ungarna utför sina första längre vandringar efter 43 till 54 dagar och de lämnar modern i genomsnitt 86 dagar efter födelsen.
För ungarnas uppfostring ansvarar bara modern och hon är under tiden mycket aggressiv. Hanen stannar kvar men deltar inte i vårdnaden och i sällsynta fall har det hänt att en hane dödade sina ungar. Hos Gambiansk jättepåsråtta iakttogs honor som ammade främmande ungar som hade missad sin egen moder.
Livslängden i naturen är okänt. Med människans vård lever arten vanligen 5 till 7 år och ibland upp till 8 år.

## Gambiansk jättepåsråtta och människan
Arten är ett skadedjur på odlade växter och den kan skapa oreda när den använder människans förvaringsbyggnader som gömställe. Å andra sidan äter den många insekter som betraktas som ohyra.
Vilda exemplar är allmänt inte skygga när de påträffas av människor och de låter sig matas efter kort tid. Dräktiga honor och honor med ungar är däremot aggressiva. Som försvar sitter individen ner och fyller kindpåsarna med luft, som sedan släpps ut med högt ljud.
Gambiansk jättepåsråtta jagas för köttets skull. På grund av artens stora utbredningsområde och den stora populationen hotar jakten inte artens bestånd, som anses vara stabilt. IUCN kategoriserar arten globalt som livskraftig. Arten  används som försöksdjur och förekommer i Europa som ovanligt sällskapsdjur. På grund av deras goda luktsinne används  jättepåsråttor för att finna landminor samt personer med tuberkulos.